# Hiroko.K
Hiroko.K（ヒロコ･ケイ）は、フレグランスアーティスト、Hiroko Kondoがプロデュースする日本の基礎化粧品およびオーガニックフレグランスシリーズのブランド。「食べて良いものは肌にも良い」が、コンセプト。

## 特徴
植物成分が持つ香りと効能を生かしたオーガニック化粧品とアロマセラピーを融合させた化粧品として誕生。エコサート認証を受けている原材料を南フランスの農家から直輸入して使用している。
現在では、デパートなどの店舗販売のほか、マンダリンオリエンタル東京全客室のベッドサイドフレグランスなどに採用されている。

## 概要
- ボタニカル　「オイルマスター」商標登録　をＨｉｒｏｋｏ　ＫＯＮＤＯが取得。その技術をＨｉｒｏｋｏ．Ｋブランドのオーガニック化粧品、および、オーガニック香水の開発に取り入れる
- 2008年10月　Ｂｅｙｏｎｄ　Ｂｅａｕｔｙ　パリにて出展
- 2009年3月 SNIFFAPALOOZA 主宰、ドイツで開かれた展示会にＭＡＬＴ　ＡＩＲＹ　Fragrance 出展
- 2009年4月 ホテルオークラで開かれた、ＩＬＢＳ［国際婦人福祉協会］が主催する「チェリーブロッサム・チャリティー・ボール」にて、参加者全員に、Ｈｉｒｏｋｏ・Ｋのオーガニックフェイスソープ・オーガニックローズクリスタルオイルパフュームを寄付
- 2010年4月　ＩＬＢＳ（国際婦人福祉協会）主催、チェリーブロッサム・チャリティーボールにおいて、ラッフルズに寄付
- 2010年9月　ＢｅｙｏｕｎｄＢｅａｕｔｙ　パリにて出展
- 2011年6月　アコ‐ディアゴルフ、小名浜オーシャンゴルフ＆リゾート　ホテル内、にて　「St.Francis Organic SPA Hiroko K」のＳＰＡメニュー及び、施術技術とトリートメント材のプロディースをする。